# رکتاس د مار
رکتاس د مار دهستانی در استان آلمریای اسپانیا است.
در این دهستان ۵۰٬۹۵۴ نفر زندگی می‌کنند. مساحت این دهستان ۶۰ کیلومتر مربع است.